# Tales of the World: Radiant Mythology
Tales of the World: Radiant Mythology (テイルズ オブ ザ ワールド レディアント マイソロジー?, Teiruzu obu za Wārudo: Redianto Maisorojī) è un videogioco di ruolo spin-off della serie Tales of per PlayStation Portable. Il genere caratteristico di Tales of the World: Radiant Mythology è denominato An RPG For Your Sake (きみのためのRPG?, Kimi no tame no RPG). Come alcuni dei precedenti giochi della serie, questo titolo rappresenta un crossover fra alcuni personaggi dei vari videogiochi della serie Tales of. Tuttavia a differenza di altri titoli della serie, questo titolo è stato pubblicato anche in America ed Europa. Il tema musicale del gioco è Kamihikōki interpretata da Kana Uemura, mentre la sigla di apertura è Hikari to Kage, sempre di Kana Uemura. Similarmente a Tales of the Abyss, la versione americana del gioco utilizza la stessa sigla di apertura, ma in versione esclusivamente strumentale.